# Zator

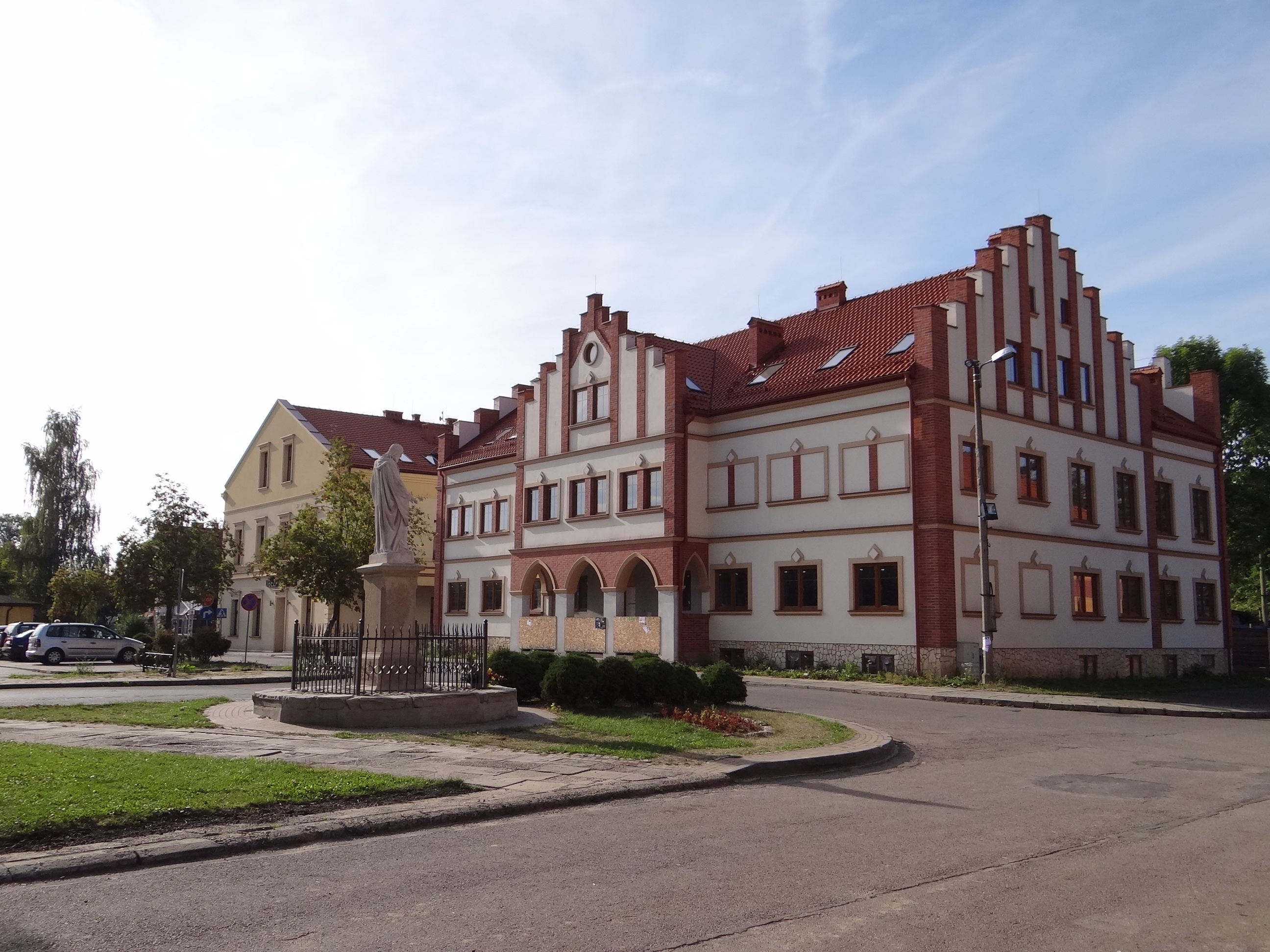
Marktplatz mit dem Rathaus

Zator ['zatɔr] ist eine Stadt im Powiat Oświęcimski der Woiwodschaft Kleinpolen in Polen. Sie ist Sitz der gleichnamigen Stadt-und-Land-Gemeinde mit etwas mehr als 9300 Einwohnern.

## Geographie
Zator liegt 15 km nördlich von Wadowice an der Skawa. Die Nachbarorte sind: Podolsze im Norden, Palczowice im Osten, Trzebieńczyce im Südosten, Rudze im Süden, Łowiczki im Südwesten, sowie Przeciszów im Westen.
Durch die Stadt verlaufen die Droga krajowa 28, Droga krajowa 44 und die Droga wojewódzka 781.

## Geschichte
In der frühen Zeit des polnischen Partikularismus (1177 bzw. 1179) wurde das Gebiet von Oświęcim mit Zator aus der Krakauer Seniorenprovinz (Kleinpolen) herausgelöst und dem oberschlesischen Herzogtum Ratibor zugeschlagen. Der polnische Name Zator bedeutet wörtlich Stau. Die Erwähnung des Ortes angeblich im Jahr 1228 im Satz Contuli etiam prefate comiti Zator villam cum hominibus super Scauam et omni iure eorum stammt aus einem gefälschten Dokument, also wurde es erstmals später im Jahr 1240 als Zator und im Jahr 1241 als Zathor erwähnt. Bei der fast zehnjährigen Teilung des Herzogtums Oppeln-Ratibor fiel Zator 1290 an das Herzogtum Teschen. Herzog Mieszko I. verlieh am 10. November 1292 Zator das Stadtrecht. Die neue Stadt lag auf dem Handelsweg von Wieliczka nach Mähren, wo die Ausfuhr von Salz stark in der zweiten Hälfte des 13. Jahrhunderts stieg. Nach der Bildung des Herzogtums Auschwitz gelangte Zator 1315 an dieses (ab 1327 ein Lehen des Königreichs Böhmen). Zu dieser Zeit übertraf Zator bis zu einem gewissen Maß sogar Auschwitz. An der Wende zum 15. Jahrhundert wurde sie zu einer Doppelstadt, weil im Jahr 1400 Newenstadt erstmals, später unter dem lateinischen Namen Nowa Civitate (1428, 1433) erwähnt wurde. Der Anteil deutscher Einwohner in „Newenstad andirs genant Zathor“ (1447/1449) erreichte damals den höchsten Stand und an der gegenüberliegenden Seite der Skawa entstand damals auch Beigelsdorf, später Wiglowice. Die Neu(en)stadt wurde vor 1470 nach Zator eingegliedert und der deutsche Name wurde im Zuge der Polonisierung nach dem Mittelalter nicht mehr benutzt, mit Ausnahme der Wilmesaurischen Sprache (Naojśtaod). 1445 erhielt Herzog Wenzel I. das Gebiet von Zator, wodurch das eigenständige Herzogtum Zator entstand. Nachdem das im Westen gelegene Herzogtum Auschwitz im Jahr 1457 an den polnischen König verkauft worden war, wurde Zator zu einer böhmischen Enklave. Herzog Johann V. verkaufte aber auch Zator 1494 an den polnischen König Johann I., wobei er sich einen lebenslangen Nießbrauch vorbehielt. Nach Johanns V. Tod 1513 blieb Zator als eine Starostei im direkten Besitz des Königs. Durch Kriegseinwirkungen wurde die Stadt mehrfach zerstört. 
1564 wurde Zator als Teil des neuen Kreises Schlesien der Woiwodschaft Krakau an das Königreich Polen, ab 1569 die polnisch-litauischen Adelsrepublik, völlig inkorporiert angegliedert.
Mit der Ersten Teilung Polens fiel Zator ans Habsburger Reich. 1773 wurde an der Stelle des aufgelösten Kreises Schlesien der Kreis Wieliczka (polnisch cyrkuł wielicki) eingerichtet, der das Kreisdistrikt Biala mit Zator umfasste. 1775 wurde Zator, die Stadt auf dem alten Salzweg von Mähren nach Wieliczka, zum Sitz eines Kreisdistriktes des Kreises Wieliczka. Im Jahr 1780 begann der Bau einer Reichsstraße von Wien nach Lemberg durch Wadowice, der Zator vermied. Zwei Jahre später wurde das Gebiet des Kreisdistriktes Zator zum unabhängigen Kreis, jedoch mit dem Sitz in Myślenice (ab 1819 in Wadowice). Zu dieser Zeit wurde eine große Festung in Zator gegen das Königreich Preußen erwogen. 1865 bekam die Stadt eine Feuerwehr, 1884 wurde die Stadt an die Bahn angeschlossen und 1892 ein Telegraphenamt eingerichtet. Im Jahr 1900 wurden die Gerichtsbezirke von Zator und Auschwitz vereinigt, um den politischen Bezirk Auschwitz zu gründen.
Während des Zweiten Weltkriegs wurde Zator Teil des Deutschen Reiches (Landkreis Bielitz) in der Nähe der Grenze des Generalgouvernements. Am 26. Januar 1945 wurde die Stadt von sowjetischen Truppen besetzt. Eine von den Nationalsozialisten geplante Umbenennung in Neuenstadt an der Schaue wurde nie amtlich eingeführt.
Von 1975 bis 1998 gehörte die Stadt zur Woiwodschaft Bielsko-Biała.

## Sehenswürdigkeiten

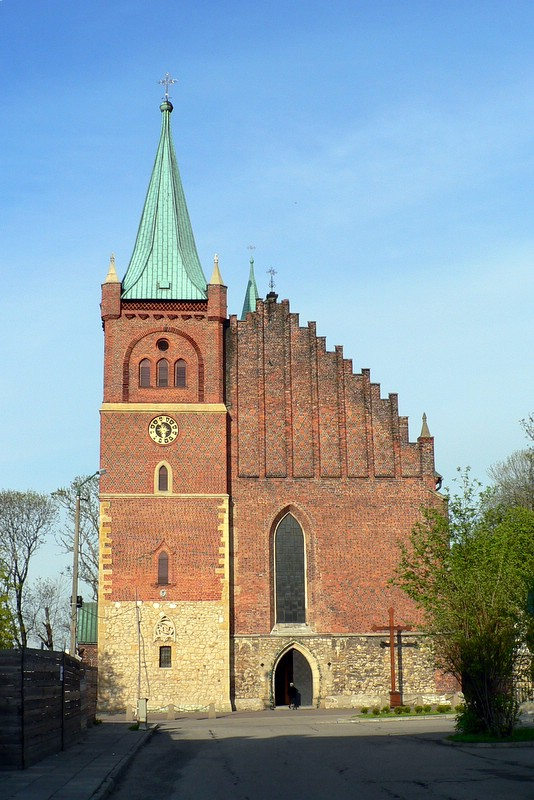
Kirche St. Adalbert (Wojciech) und St. Georg von 1393 in Zator

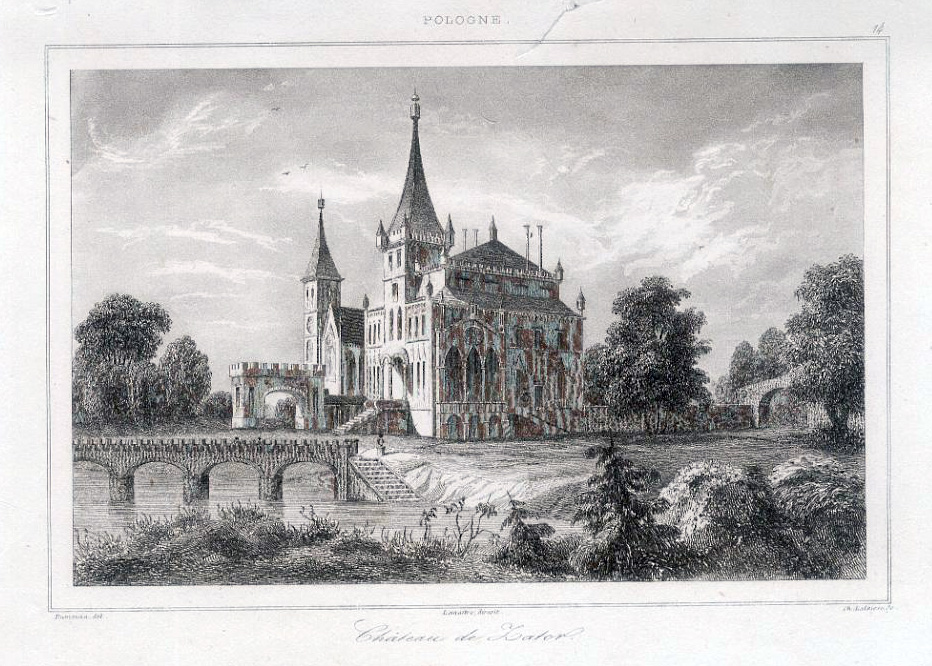
Schloss der Grafen Potocki im Jahr 1840

- Pfarrkirche St. Adalbert und St. Georg von 1393
- Das Schloss Zator, Sitz der Herzöge von Zator
- Freizeitpark Energylandia

## Gemeinde
Die Stadt-und-Land-Gemeinde hat eine Flächenausdehnung von 51,44 km². Zu ihr gehören die Stadt Zator und neun Dörfer mit Schulzenämtern.